# 重宗雄三
重宗 雄三（しげむね ゆうぞう、1894年（明治27年）2月11日 - 1976年（昭和51年）3月13日）は、日本の政治家、実業家。
参議院議長（第8-10代）、参議院副議長（第4代）、運輸大臣（第24代）を歴任。

## 来歴・人物
山口県岩国市出身。1912年（明治45年）3月、東京高等工業学校附属工業補習学校（現東工大附属高専攻科）を卒業して兄重宗芳水が創業した明電舎に入社、1938年（昭和13年）社長。1946年（昭和21年）8月14日、貴族院議員に勅選され、交友倶楽部に所属し1947年（昭和22年）5月2日の貴族院廃止まで在任。同郷の岸信介、佐藤栄作兄弟に懇請される形で1947年4月の第1回参議院議員通常選挙に全国区から立候補し、当選する。1953年（昭和28年）から三年間、参議院副議長。1959年（昭和34年）、岸内閣に運輸大臣として入閣する。1961年（昭和36年）、電気機械工業に携わり技術向上、品質改善図って国産化につくして日本ブランド輸出振興に努め、関係団体要職に就いて業界の指導に当たり産業経済の発展に寄与したとして藍綬褒章受章。自民党参議院議員会長などを経て、1962年（昭和37年）に参議院議長に就任する。1963年（昭和38年）明電舎会長。1965年（昭和40年）春の叙勲で勲一等旭日大綬章受章。

### 参議院議長
3期9年間にわたり参議院のドンとして君臨し、池田勇人及び佐藤栄作両政権を支えた。その影響力の強さから、佐藤と岸信介とともに長州御三家と呼ばれた。佐藤も重宗の意向に逆らっては法案審議もままならぬとて、しばしば議長室に自ら赴いて頭を下げるほどであった。
議長在籍時も自民党籍を持っていた重宗は、参議院自民党の過半を占める議員グループ「清風クラブ」を牙城に、参議院をまとめた。参議院自民党のトップとして閣僚人事にも影響を与えたため、閣僚推薦権を持っているはずの自民党参議院議員会長（林屋亀次郎ら）の存在感は薄らぐ一方であった。ポスト欲しさに日参する参議院議員は多く、「重宗詣で」と呼ばれた。その権勢から「重宗天皇」と称され、参議院は「重宗王国」とまで呼ばれた。
重宗は自民党全盛時代の参議院自民党の力をフルに活用し、しばしば危惧されていた「参議院の独自性」を守ろうとした節がある（松野鶴平の例と同じ）。議長時代には議事整理権などを駆使し、日韓基本条約、大学措置法、沖縄返還協定の強行採決をおこなった。
その独裁的な振る舞いや、総裁四選後の佐藤との関係悪化、さらには角福戦争も重なる中、「長いことはいいことだ」と四選を確信して議長選出馬宣言をする。しかし、河野謙三らのグループ「桜会」の批判勢力が台頭し、河野の議長選出馬を断念させる条件として自らが出馬断念に追い込まれ、1971年（昭和46年）7月17日退任。さらに、重宗が後継議長候補として推した木内四郎に反発した自民党の一部議員と野党が推した河野が当選している。
参議院議長在任日数の3,242日は参議院史上最長記録である。
1973年（昭和48年）春の叙勲で勲一等旭日桐花大綬章受章。1974年（昭和49年）に政界引退、参議院議員当選5回を重ねた。1976年（昭和51年）3月13日死去、82歳。同年3月22日、青山葬儀所で自民党葬、告別式が行われた。死没日をもって従二位に叙され、銀杯一組を賜った。墓所は谷中霊園(乙11-12)

## エピソード
- 参議院議長としての超然・強引さが目立ったが、必ずしも重宗の本意でない場合もあった。大学臨時措置法の強行採決は、当時自由民主党幹事長だった田中角栄の「じいさん。早く〔本会議の〕ベルを鳴らせ。やらなきゃ、このオレが許さんゾ」（早坂茂三の回想）という直談判の末であった[9]。
- 自民党有力者から一字ずつ取った「三角大福」という造語を作ったのは重宗という説がある。
- 佐藤栄作は重宗の協力・支持を得ることで、長期安定政権を築いた。しかし双方とも必ずしも好感情を持っていなかった。重宗は佐藤と顔を合わせても、「総理」という敬称は決して使わなかった。石原慎太郎は著書『国家なる幻影』で、「ここは俺の城下だといわんばかりに、道を譲った〔佐藤〕総理に一顧だに与えず通りすぎていった」重宗の姿を記している。
- 河野謙三ら反重宗グループ「桜会」は当初、参院自民党でも十数名程度の勢力にすぎず、重宗支持派が圧倒していた。このことから馬肉（サクラ肉）とかけ、「サクラはたいしたこたぁねえ」と発言している。この侮りが河野の議長当選につながり、さらに河野と親しい田中角栄の角福戦争勝利を招来した。
- 一方、毎年冬になると郷里の鱈と河豚を振舞う「たらふく会」を主催し、多くの議員で賑わったと言う。
- 1981年に岩国市内の吉香公園に重宗の銅像が建立されている。付属する岸信介撰の碑文において、山陽新幹線新岩国駅の設置をはじめ、岩国港の重要港湾指定、国鉄岩日線開通、錦帯橋復旧が重宗の地元への貢献として列挙されている。

## 選挙歴
| 当落                        | 選挙                    | 施行日        | 選挙区 | 政党       | 得票数  | 得票率 | 得票順位 /候補者数 | 比例区 | 比例順位 /候補者数 |
| --------------------------- | ----------------------- | ------------- | ------ | ---------- | ------- | ------ | ------------------ | ------ | ------------------ |
| 当                          | 第1回参議院議員通常選挙 | 1947年10月7日 | 全国区 | 無所属     | 112,098 |        | 61/258             | -      | -                  |
| 当                          | 第2回参議院議員通常選挙 | 1950年6月4日  | 全国区 | 自由党     | 205,517 |        | 33/？              | -      | -                  |
| 当                          | 第4回参議院議員通常選挙 | 1956年7月8日  | 全国区 | 自由民主党 | 354,568 |        | 9/150              | -      | -                  |
| 当                          | 第6回参議院議員通常選挙 | 1962年7月1日  | 全国区 | 自由民主党 | 491,044 |        | 25/107             | -      | -                  |
| 当                          | 第8回参議院議員通常選挙 | 1968年7月7日  | 全国区 | 自由民主党 | 882,036 |        | 5/93               | -      | -                  |
| 当選回数5回 （参議院議員5） |                         |               |        |            |         |        |                    |        |                    |

## 親族
弟にトーキー映画監督の重宗和伸（重宗務）、子息の重宗昌幸は父の没後に、1976年（昭和51年）の第34回衆議院議員総選挙に旧山口2区から自民党公認で立候補したが、落選している。